# Abraham Kuyper
Abraham Kuyper (Maassluis, 29 oktober 1837 – Den Haag, 8 november 1920) was een Nederlands theoloog, predikant, staatsman en journalist.
Kuyper was oprichter van de eerste politieke partij in Nederland, de Anti-Revolutionaire Partij (ARP) en de stichter van de Vrije Universiteit; hij droeg bij aan de vorming van de Gereformeerde Kerken in Nederland, aan de vernieuwing van het calvinisme en was van 1901 tot 1905 minister-president van Nederland.
Kuyper werd voorman en woordvoerder van de orthodoxe vleugel van het Nederlands protestantisme, hoewel niet alle orthodoxen zich achter hem schaarden: noch de zogenaamde 'ethischen', noch de bevindelijk-gereformeerden. Onder zijn leiding werden de gereformeerden zeer invloedrijk, zowel in de Hervormde Kerk (na 1892 in hun eigen Gereformeerde Kerk) als in de politiek, die beide tot dat moment werden gedomineerd door de liberalen.
Voor zijn achterban, een volksdeel dat wel wordt aangeduid als de "kleine luyden" (eenvoudige mensen), was Kuyper de gevierde leider. Hij werd om die reden wel 'klokkenist der kleine luyden' genoemd: de leider die zijn eenvoudige achterban in beweging zette. Zijn tegenstanders waren op kerkelijk gebied met name de modern-protestanten, terwijl hij in de politiek vooral streed tegen de liberalen en later ook de socialisten. Hij vond zijn politieke bondgenoten bij andere christelijke partijen, waaronder hij ook de rooms-katholieken rekende. Voor de politieke tegenstelling tussen christenen en niet-christenen ontwikkelde Kuyper het begrip antithese.

## Opleiding

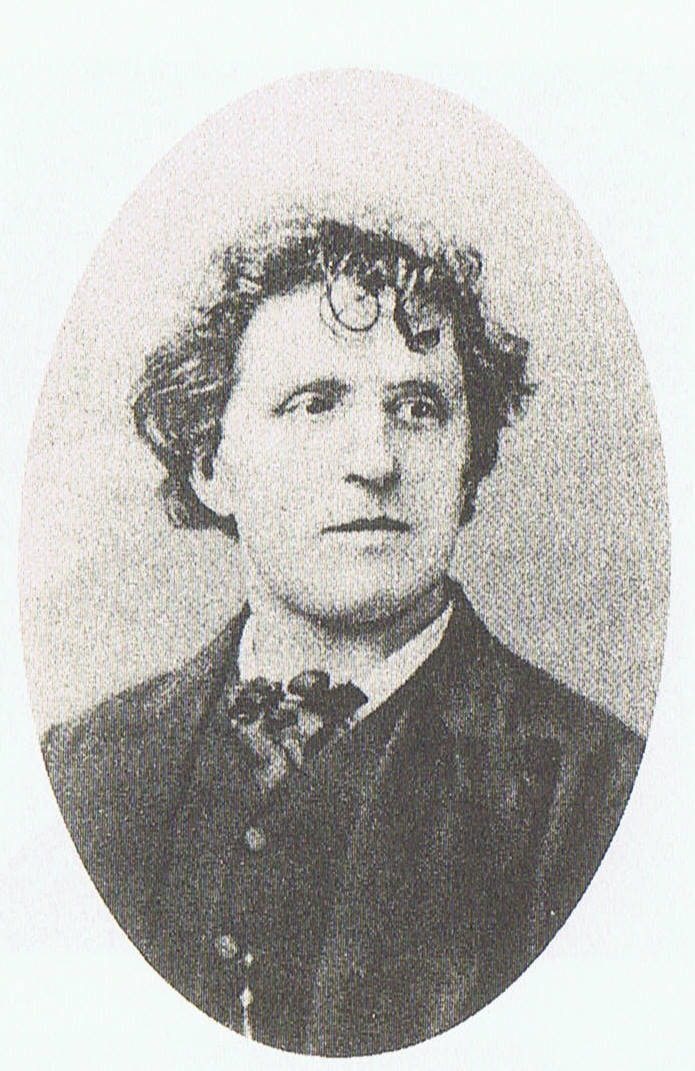
Een jeugdige Kuyper

De jonge Kuyper kreeg thuis onderwijs van zijn vader Jan Frederik, die predikant was in Hoogmade, Geervliet, Maassluis, Middelburg en Leiden. Later ging hij naar het gymnasium in Leiden. Na zijn eindexamen ging hij naar de universiteit van Leiden en studeerde er literatuur, filosofie en theologie. Op zijn vierentwintigste promoveerde hij aan de Universiteit Leiden. In 1857 ontving hij zijn propedeuse in de literatuur summa cum laude en in 1858 zijn propedeuse in de filosofie, ook summa cum laude. Hij volgde ook colleges Arabisch, Armeens en natuurkunde.
In 1862 promoveerde hij tot doctor in de theologie op een proefschrift in het Latijn, getiteld "Disquisitio historico-theologica, exhibens Johannis Calvini et Johannis à Lasco de Ecclesia Sententiarum inter se compositionem" (Een theologische en historische bespreking van de verschillen in kerkopvatting tussen Johannes Calvijn en Johannes a Lasco). Kuyper toonde hierin duidelijk voorkeur voor de meer vrijzinnige Laski boven Calvijn. In zijn studietijd en ook later volgde hij de moderne richting in de kerk.

## Het gezin Kuyper
Kuyper huwde op 1 juli 1863 met Johanna Hendrika Schaay (1842-1899). Uit dit huwelijk werden acht kinderen geboren, van wie de laatste in de kinderjaren overleed:
- Herman Huber Kuyper (1864-1945), hoogleraar kerkrecht aan de Vrije Universiteit, lid synode van de Gereformeerde Kerken
- Jan Frederik Hendrik Kuyper (1866-1933), tandarts in Nederlands-Indië
- Henriëtte Sophia Suzanna Kuyper (1870-1933), erepresidente Bond van Meisjesvereenigingen op Gereformeerden Grondslag, hoofdredactrice Bouwen en Bewaren (bondsorgaan)
- Abraham Kuyper Jr. (1872-1941), gereformeerd predikant
- Johanna Hendrika Kuyper (1875-1948), verpleegster in ziekenhuis van de gereformeerde zendelingarts J.G. Scheurer te Jogjakarta, hoofdredactrice Bouwen en Bewaren (bondsorgaan)
- Catharina Maria Eunice Kuyper (1876-1955), verpleegster
- Guillaume Kuyper (1878-1941), antirevolutionair burgemeester
- Levinus Willem Christiaan Kuyper (1882-1892)

Op de tweede zoon na (die theosoof werd) hebben alle kinderen van Abraham Kuyper een rol gespeeld in de groepering/zuil rond de Gereformeerde Kerken in Nederland.
De drie dochters Henriëtte, Jo en Katalin beijverden zich na de Eerste Wereldoorlog voor de kinderen in het totaal verarmde Hongarije. Ze regelden voedseltransporten, steunden weeshuizen en richtten een gereformeerde school op, die in 1948 door de communisten werd genationaliseerd.
Zijn zoon Herman Huber Kuyper werd ook een man met grote invloed in de Gereformeerde Kerken. Van 1900 tot 1937 was hij hoogleraar theologie aan de Vrije Universiteit te Amsterdam. Hij was tevens redacteur van De Heraut en stond als zeer "Deutschfreundlich" bekend. Diens zoon Elisa Willem Kuyper, de kleinzoon van Abraham, trad in dienst bij de Waffen-SS en sneuvelde als oorlogsverslaggever verbonden aan het Algemeen Handelsblad op 18 januari 1944 bij Kertsj (Rusland) aan het oostfront. Een kleindochter van Kuyper, Johtje Vos, verborg in de Tweede Wereldoorlog talloze Joden in haar huis. Later vertrok zij naar New York.
Zijn oudste dochter Henriëtte Kuyper was een, voor haar tijd, geëmancipeerde vrouw. Ze was kunstenares en publiceerde ook boeken. Henriëtte Kuyper stond haar vader in secretariaatswerkzaamheden bij en verzorgde een deel van zijn correspondentie. Ze was een actief gereformeerd organisatrice en christen-feministe.
Zijn drie dochters bleven ongehuwd.

## Kuyper en de kerk
Kuyper werd geboren te Maassluis, als zoon van een predikant. Op zijn vijfentwintigste werd hij als predikant beroepen in Beesd (Betuwe). Kuyper was tijdens zijn studie, zoals velen in het midden van de negentiende eeuw, als vrijzinnig dominee opgeleid. In zijn eerste gemeente Beesd veranderde hij in rechtzinnige (orthodoxe) richting. In de loop van zijn leven gaf hij hiervoor verschillende verklaringen. In eerste instantie noemde hij het lezen van de roman The heir of Redclyffe van Charlotte Mary Yonge als een keerpunt; aan het eind van zijn leven zei hij dat zijn 'bekering' vooral te danken was aan zijn omgang met het rechtzinnige, orthodox-gelovige kerkvolk, waarbij hij met name wees op mevrouw Pietje Baltus. Mede ook onder invloed van Kuypers vrouw werd hij een leider en vertegenwoordiger van dit kerkvolk, en des te sterker na zijn beroep naar Amsterdam. Hij heeft zich door het oprichten van een kerk, krant, universiteit en politieke partij voor (de emancipatie van) deze mensen en hun geloofsbeleving ingezet, omdat hij besefte dat de toenmalige Nederlandse Hervormde Kerk met haar moderne, vrijzinnige leer en prediking deze mensen niet dichter bij God bracht.
Zijn onvrede met de zijns inziens vrijzinnige Nederlandse Hervormde Kerk leidde in 1886 tot een scheuring in deze kerk. Nadat Kuyper wegens zijn ideeën door het kerkbestuur van Amsterdam was geschorst, richtte hij met enkele tientallen medestanders de Gereformeerde Kerk op. Weldra kreeg deze kerk een groot aantal leden. Het ontstaan van deze kerk werd bekend onder de naam Doleantie, naar het Latijnse woord dolere (= klagen, smart). Het doel van de nieuwe kerk was om terug te keren naar de Dordtse Kerkorde uit 1619 om daarmee de kerkorganisatie en de geloofsbelijdenis weer bij autonome plaatselijke kerken en daarmee bij het kerkvolk te leggen in plaats van bij het landelijke kerkbestuur dat bovendien volgens Kuyper te vrijzinnig was. Zo kon het kerkvolk, door Kuyper 'kleine luyden' genoemd, tot kerkelijk zelfbestuur overgaan en terugkeren naar de oorspronkelijke, orthodoxe geloofsbelijdenis, zonder dat van bovenaf en zonder inspraak de leer werd verkondigd. Tot de kleine luyden behoorden middenstanders, boeren en ambtenaren, nog steeds de traditionele achterban van het CDA, waarin de ARP samen met de CHU en de KVP in 1980 opging.

## In de politiek
Toen Kuyper vier jaar predikant was in Amsterdam, werd hij in 1874 gekozen in de Tweede Kamer. Zijn geestverwanten daar waren de anti-revolutionairen Groen van Prinsterer en Keuchenius. In 1877 verliet hij het parlement om er in 1894 terug te keren. Landelijke politieke partijen bestonden toen nog niet. In de kiesdistricten waren er kiesverenigingen van liberale, conservatieve, katholieke of anti-revolutionaire signatuur. Het was Kuyper, die in 1879 de eerste politieke partij oprichtte: de Anti-Revolutionaire Partij (ARP). Deze partij was gebaseerd op het protestants-christelijke gedachtegoed, dat al sinds het begin van de negentiende eeuw aanwezig was in de Nederlandse samenleving. Kuyper en de nieuwe partij distantieerden zich met de naam en het programma van de uit de Verlichting voortgekomen Franse Revolutie, die de nadruk legde op volkssoevereiniteit. Om die reden werden politici als Kuyper ook wel de antirevolutionairen genoemd. De aanhang van de ARP was voorstander van de monarchie en verdediger van de in Nederlands-Indië veroverde gebieden (de koloniën), vanuit de overtuiging "dienaren van God" te zijn. De rond dezelfde tijd door (kringen rond) Kuyper opgerichte krant De Standaard was nauw gelieerd aan de ARP.

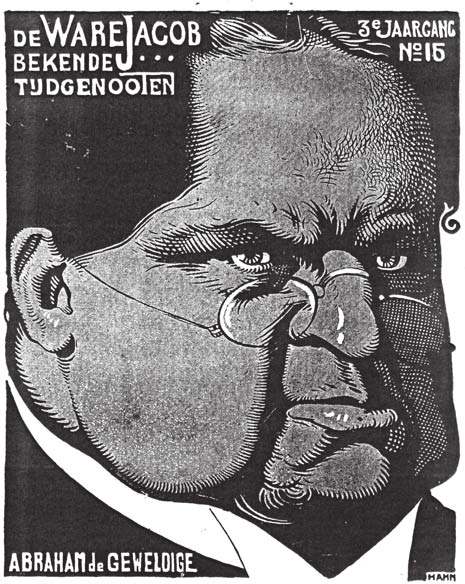
"Abraham de Geweldige" - tekening van Albert Hahn (1904)

In 1901 won de coalitie van Kuypers anti-revolutionairen en de katholieken van Schaepman de verkiezingen. Kuyper formeerde een kabinet van acht ministers en nam zelf Binnenlandse Zaken voor zijn rekening. Hij had liever het ministerie van arbeid gehad, maar de andere anti-revolutionairen Mackay en Heemskerk wilden niet naar Binnenlandse Zaken. Hij was een sterke leider in het kabinet en veranderde de werkwijze: tot dan toe had het voorzitterschap steeds gerouleerd, maar Kuyper bleef gedurende de volle vier jaar voorzitter van de ministerraad.
De sociale wetgeving, op gang gekomen onder het kabinet-Pierson, kwam na 1901 min of meer tot stilstand. Dat was echter niet te wijten aan het kabinet, maar aan de conservatieve jhr. De Savornin Lohman, van wiens steun de regering afhankelijk was. Op het terrein van de koloniale politiek wist Kuypers kabinet wel een belangrijke vernieuwing door te voeren door de ethische politiek te introduceren.
Het belangrijkste strijdpunt van de confessionelen, de gelijkstelling van het bijzonder onderwijs, kwam niet veel verder. Kuyper, onder wiens portefeuille dit alles viel, werd in de pers spottend de "minister van buitenlandse reizen" genoemd. En inderdaad overvleugelde de premier zijn zwakke minister van buitenlandse zaken. Kuyper, door de Boerenoorlog nog meer anti-Engels geworden, werd ervan verdacht een bondgenootschap met Duitsland voor te bereiden. Zo ver is het nooit gekomen, mede door de strenge neutraliteit van koningin Wilhelmina.
Kuyper heeft als minister de macht van de vakbonden aan banden gelegd, maar kwam aan het opbouwen van een sociaal stelsel, zijn agenda voor een tweede kabinet-Kuyper, niet toe als gevolg van zijn verkiezingsnederlaag in 1905 tegen de Liberale Concentratie.
Na zijn verkiezingsnederlaag van 1905 maakte Kuyper een jaar lang een grote reis per trein, huifkar en paard naar de meest afgelegen plaatsen door het gebied rond de Middellandse Zee, waarover hij het reisverslag Om de oude wereldzee schreef. Hij begint zijn reis in oktober 1905 in Boekarest, Roemenië en gaat per trein naar het Russische Odessa waar liefst 40% van de bevolking Joods was. Per boot vervolgt hij zijn reis naar Sebastopol, De Krim. Vandaar via Istanboel naar Jeruzalem en Caïro.
In 1907 wilde Kuyper weer in de Tweede Kamer worden gekozen, maar dit mislukte door tegenwerking van de CHU. Het resultaat was een persoonlijk conflict tussen Kuyper en De Savornin Lohman. In 1908 passeerde Heemskerk hem bij de vorming van een coalitiekabinet van CHU, ARP en RKSP, zodat hij niet opnieuw minister kon worden. In plaats daarvan kreeg hij de eretitel minister van staat. In hetzelfde jaar 1908 werd hij bij tussentijdse verkiezingen weer in de Kamer gekozen. In 1909 werd Kuyper voorzitter van een commissie voor spellingshervorming en hij ontving een eredoctoraat van de Katholieke Universiteit Leuven. In 1909 werd hij herkozen in de Kamer.
In 1909 kwam hij in opspraak door de zogeheten 'Lintjesaffaire'. Men ontdekte dat er in 1903 op voorspraak van Kuyper aan de Amsterdamse koopman Rudolph Lehmann een koninklijke onderscheiding was gegeven en dat deze een jaar later 11.000 gulden in de partijkas van de ARP had gestort. Het ontdekken hiervan en de daarop volgende politieke rel leidde tot Kuypers uitspraak: "Het boetekleed ontsiert den man niet". Kamerlid Hugenholtz reageerde hierop met: "Maar men hoeft er zich ook niet op te laten voorstaan". Overigens sprak een onderzoekscommissie hem in 1910 vrij van corruptie.
In september 1911 was Kuyper in het nieuws toen hij in Brussel vanaf de openbare weg naakt zichtbaar was - hetgeen verboden was - in zijn hotelkamer aldaar. Sommige Nederlandse kranten berichtten dat hij hiervoor was gearresteerd, maar Kuyper zelf ontkende dit bij terugkomst in Nederland. Hij zou gymnastiekoefeningen hebben gedaan die hem waren aangeraden na een kuur bij een sanatorium in Dresden wegens een keelaandoening. Iemand had hem inderdaad naakt gezien (in zijn hotelkamer op de derde verdieping), maar hij was niet gearresteerd.
In 1912 verliet hij de Tweede Kamer om gezondheidsredenen, maar in 1913 werd hij wel lid van de Eerste Kamer namens Zuid-Holland en bleef dat tot zijn dood. Ook in 1913 werd hij benoemd tot Commandeur in de Orde van de Nederlandse Leeuw.

## In wetenschap en organisaties
In 1880 opende Kuyper de door hem gestichte Vrije Universiteit (VU) te Amsterdam. Zelf werd hij de eerste rector magnificus. De oprichting van de VU had direct te maken met zijn streven naar een volwaardig bestaan voor de orthodox gereformeerden: zij konden nu studeren aan hun eigen universiteit. Ook konden aan de VU predikanten worden opgeleid die orthodox calvinistisch in de leer waren, in tegenstelling tot predikanten die van de vrijzinnige theologische faculteiten aan de rijksuniversiteiten kwamen. De emancipatie van de gereformeerden en hun soevereiniteit in eigen kring kregen zo steeds meer gestalte.
Met de VU wilde Kuyper echter meer dan de kleine luyden emanciperen of orthodoxe predikanten opleiden; daarvoor had een theologisch seminarium volstaan. Hij wilde dat de academische wereld niet langer zou worden gedomineerd door de liberalen, die volgens hem een niet-christelijke, zogenaamd neutrale wetenschap beoefenden. Volgens Kuyper was het mogelijk een christelijke wetenschap te ontwikkelen op basis van de zogenaamde "gereformeerde beginselen". Deze gedachte leeft nog altijd, met name in de Verenigde Staten.
Als theoloog was Kuyper van grote betekenis. Bekend is zijn Encyclopedie der Heilige Godgeleerdheid (1894). Samen met onder andere prof. dr. Herman Bavinck heeft hij het calvinisme van de 16e eeuw naar zijn tijdsgewricht, het begin van de industriële revolutie, vertaald. Later werd deze versie bekend als neocalvinisme. Vooral op het punt van de genadeleer, de heilsleer en de leer over de burgerlijke overheid week dit neocalvinisme af van het oorspronkelijke calvinisme. Velen zijn Kuyper gevolgd maar hij werd ook scherp bestreden, onder andere door ds. Gerrit Hendrik Kersten, de voorman van de bevindelijk-gereformeerden, die in aantal werden overvleugeld door de gereformeerden. Kuyper was een omstreden persoon, door zijn medestanders op handen gedragen, door zijn tegenstanders verfoeid. In christelijke kringen werd hij vooral om zijn visie op de wedergeboorte en het genadeverbond door de theoloog Klaas Schilder bekritiseerd.
Een belangrijke theologische bron voor Kuyper was naar eigen zeggen de uit Schotland afkomstige predikant Alexander Comrie (1706-1774). Zijn rechtvaardigingsleer wordt door Kuyper hoog aangeslagen. Kuyper noemt die in zijn catechismusverklaring en op het college dogmatiek aan de Vrije Universiteit. Ook waardeerde Kuyper het feit dat Comrie zich zo stellig hield aan de drie formulieren van enigheid. Kuyper schroomde niet om in De Heraut te schrijven dat de theologie van de Gereformeerde Kerken Comriaans was.
Ook voor het lager onderwijs was Kuyper actief: hij stimuleerde de oprichting van christelijke scholen. Naast het dagblad De Standaard richtte hij het weekblad De Heraut op. Tijdens zijn periode in de regering werd het hoger onderwijs vernieuwd en kreeg mogelijkheden tot de instelling van bijzondere leerstoelen. Kuyper gaf het technisch onderwijs een impuls met de reorganisatie van de Polytechnische school te Delft, die Technische Hogeschool werd en veel later, in 1986, de TU Delft. Hiermee kwam Nederland op bèta-gebied internationaal beter op de kaart te staan.

## Kuyper over het maatschappelijk leven
Kuypers visie op het maatschappelijk leven geeft hij weer in Antirevolutionair óók in uw huisgezin, dat in 1880 in wekelijkse artikelen in De Standaard verscheen. Hierin stelt hij dat het dagelijkse gezinsleven van belang is voor het maatschappelijk leven. Kuyper verwerpt staatsbemoeienis met grote delen van het maatschappelijk leven, omdat de verschillende onderdelen van de samenleving het recht hebben om hun eigen regels vast te stellen. Hiermee had hij een theologisch argument tegen de liberale invloed op het onderwijs. Hij verwoordde dit beginsel van soevereiniteit in eigen kring in zijn gelijknamige rede, die hij in 1880 uitsprak bij de opening van de door hem gestichte Vrije Universiteit (VU) te Amsterdam. In Nederland lag dit idee aan de basis van de verzuiling. Via de Nederduits Gereformeerde Kerk belandde dit idee ook in Zuid-Afrika. Hier werd de soevereiniteit in eigen kring een van de grondslagen voor de ideologische onderbouwing van de apartheid.
In een normaal, compleet huisgezin komen volgens Kuyper altijd en overal vijf verhoudingen voor: die tussen ouders en kinderen; tussen man en vrouw; tussen broers en zussen; tussen die gediend worden en die dienen; en tussen eigen en vreemd. Uit de omgang met vader leert iedereen eerbied voor het gezag en zin voor gerechtigheid; uit de omgang met moeder zin voor een teder leven; uit de echtelijke band tussen man en vrouw onderling vertrouwen, wederzijdse inschikkelijkheid en eerbesef; uit de omgang tussen broers en zussen vrijheid, gelijkheid en broederschap; uit de omgang tussen hen die gediend worden en hen die dienen, dienstbaarheid.

## Kuyper en de vrouw
In Antirevolutionair ook in uw Huisgezin roept Kuyper de "Christengezinnen" op tot bezinning te komen: "Huisgezinnen, …waarin de vrouw numero één geworden is en manlief de ondergeschikte speelt, zijn zondig saamgestelde gezinnen". Uitzonderingen maakt Kuyper in die gevallen waarin de natuur zelf haar grenzen "onzuiver" laat worden door "het vermannen van het wijf en het verwijven van de man".
De algemene regel is dat de man, "zwak of sterk", volgens Kuyper "Koning in zijn huis" is en dat "Een man die zijn vrouw in huis "de baas laat spelen" laf en onmannelijk is. Voor hem is het duidelijk dat voor de vrouw geldt: "Uw Wille zal den man onderworpen zijn" en dat hem (de man) "de huiselijke heerschappij toekomt". In tegenstelling tot veel van zijn tijdgenoten kende Kuyper de vrouw in kerkelijke zaken wel stemrecht toe, terwijl hij meende dat weduwen en ongehuwde vrouwen dat ook voor de politiek behoorden te krijgen.

## Kuyper en de arbeiders
In 1889 publiceerde hij Handenarbeid waarin hij ontevreden arbeiders ziet als een gevaar voor de veiligheid van het maatschappelijk leven. Hij riep arbeiders op om met weinig tevreden te zijn. Intussen stond hij wel aan de wieg van de christelijke vakbeweging en in 1891 hield hij een toespraak bij de opening van een congres van de christelijke werknemersorganisatie Patrimonium, het eerste Christelijk-Sociaal Congres.
In zijn latere leven was Kuyper conservatiever: In 1903 brak hij als minister-president een staking onder haven- en spoorwegarbeiders met zijn worgwetten. Hij maakte van het politieke conflict een gezagskwestie. Hij veroordeelde de staking als een politiek revolutionaire en anarchistische actie en "misdadige woeling" en stelde elke pressie op "onderkruipers" strafbaar. Er zijn destijds daadwerkelijk stakers voor enige tijd de gevangenis in gegaan. Overigens werd pas in 1980 het stakingsverbod voor ambtenaren en spoorpersoneel ingetrokken.

## Kuyper in de Verenigde Staten
In 1898 gaf Kuyper zes colleges over het calvinisme aan het Theological Seminary van de Princeton-universiteit, de Stone-lezingen. Hier bevindt zich thans de grootste verzameling Kuyperiana, boeken van en over hem en zijn gedachtegoed. In 1998, 100 jaar na die lezingen, organiseerde het PTS samen met onder andere de Vrije Universiteit een conferentie over Kuyper. Het succes van die conferentie, die zowel door theologen als leken werd bezocht, inspireerde het PTS tot de oprichting van een Abraham Kuyper Centrum. Daarheen verhuisden de bibliotheek van de Nederlandse historicus George Puchinger en ook de Kuyper-collectie van emeritus-dominee Tjitze Kuipers. Inmiddels kent het PTS ook een Abraham Kuyper-prijs toe, de eerste maal aan George Puchinger en later ook aan Jan Peter Balkenende. Sinds 2009 verschijnt jaarlijks het tijdschrift genaamd Kuyper Center Review en werd er een Kuyper-leerstoel in het leven geroepen.
In Grand Rapids (Michigan) is het Kuyper College gevestigd. Het instituut werd in 1939 opgericht als Reformed Bible Institute en in 2006 naar Kuyper vernoemd.

## Graf
Kuyper werd onder grote belangstelling begraven op de begraafplaats Oud Eik en Duinen te Den Haag, de woonplaats waar hij in 1920 stierf. Het graf bestaat nog en is vanaf de ingang rechts in een van de rijen achter het aulagebouw te vinden.

## Trivia
De historicus Jan Romein schreef in zijn "De lage landen bij de zee" over Kuyper: Kuyper, hoe overdreven ook door zijn aanhang als "man Gods" vereerd en hoe meesterlijk "bespeler" ook "van het klavier der volksconsciëntie" was hij geen bouwmeester als Thorbecke en hij kon het ook niet zijn.

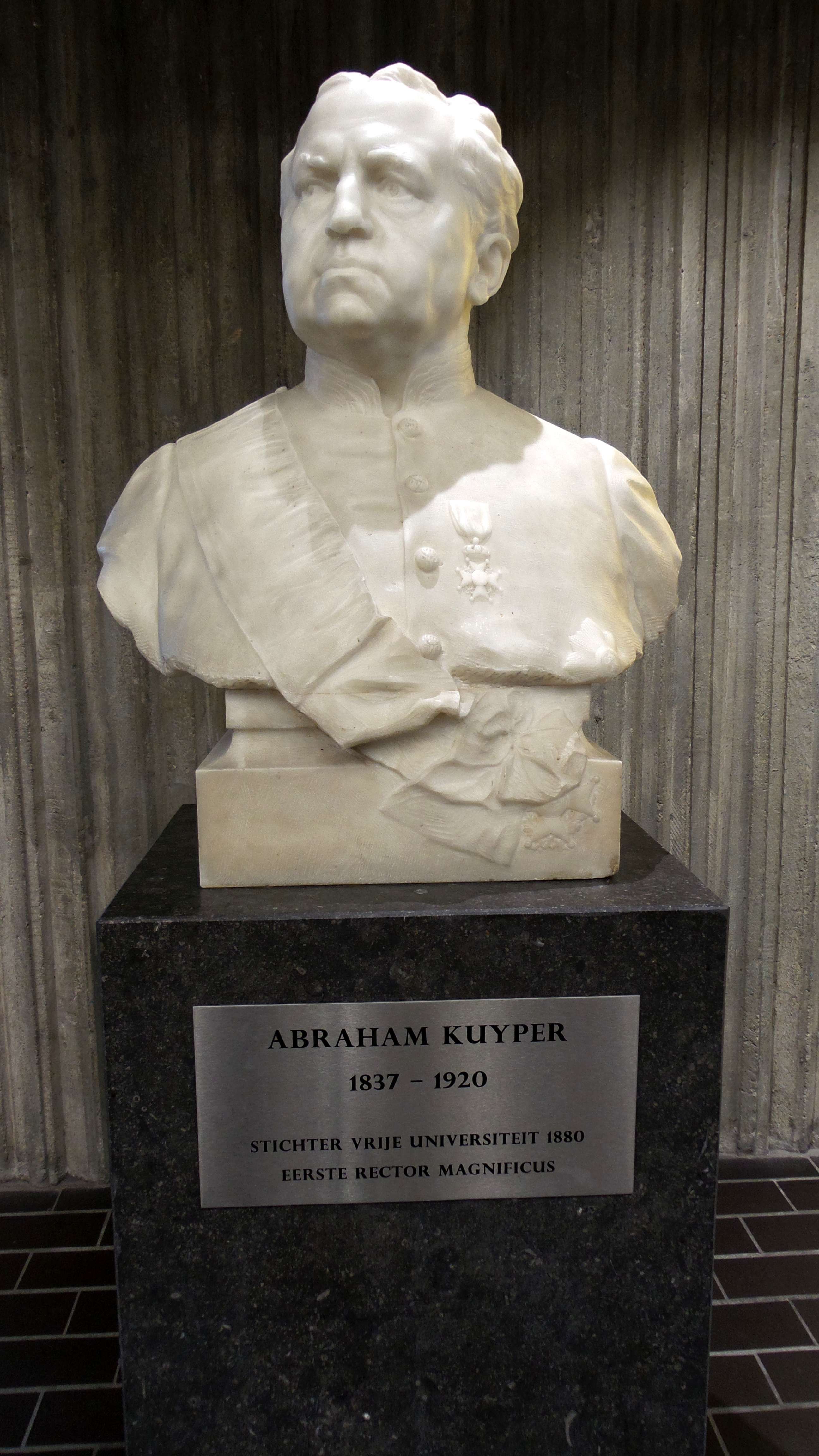
Buste in de VU in Amsterdam

Een borstbeeld van Kuyper staat in de Vrije Universiteit. Eind 2003 werd door twee raadsleden van D66 en de ChristenUnie voorgesteld een standbeeld neer te zetten in zijn geboorteplaats. De kwestie verdeelde de Maassluizenaren scherp. Velen vonden de gedenksteen die door Ruud Lubbers in de gevel van het geboortehuis is onthuld meer dan voldoende. Uiteindelijk is het beeld er toch gekomen. Op 5 november 2008 werd het beeld, gemaakt door Frank Letterie, onthuld door minister-president Balkenende. Het standbeeld in Maassluis bevindt zich op het pleintje Goudsteen, dat is nabij de Wagenstraat.
Zijn gedachtegoed werkt nog altijd door in binnen- en buitenland. In 2004 werd hij genomineerd voor de verkiezing van de grootste Nederlander.

## Werken
- 1867 - De menschwording Gods het levensbeginsel der kerk. Intreerede uitgesproken in de Domkerk te Utrecht, den 10en November 1867.[a] Utrecht, Van Peursem
- 1867 - Wat moeten wij doen, het stemrecht aan ons zelven houden of den Kerkeraad machtigen? Vraag bij de uitvoering van Art. 23.[b] Culemborg, A.J. Blom
- 1868 - Kerkvisitatie te Utrecht in 1868. Met het oog op den kritieken toestand onzer Kerk.[c] Utrecht, J. H. van Peursem
- 1868 - Toelichting der memorie, ingediend door den algemeenen kerkeraad van Utrecht aan het classicaal bestuur van Utrecht, den 21 September 1868.[d] Utrecht, Kemink
- 1869 - "Het beroep op het volksgeweten".[e] Amsterdam, Blankenberg. Rede ter opening van de algemeene vergadering der "Vereeniging voor Christelijk Nationaal-schoolonderwijs", te Utrecht, 18 mei 1869
- 1869 - Eenvormigheid, de vloek van het moderne leven.[f] Amsterdam, De Hoogh
- 1869 - Het graf. Leerrede, uitgesproken aan den avond van Goedevrijdag in de beurt van wijlen ds. D. Gildemeester.[g] Utrecht, J.H. van Peursem. Ten voordeele van de weezen der Ned. Herv. Diaconie te Utrecht
- 1869 - De kerkelijke goederen.[h] Amsterdam, Höveker. Overdr. uit: Bijblad van de Vereeniging: Christelijke stemmen. Dl. 9, p. 297-317
- 1869 - De "Nuts"-beweging.[i] Amsterdam, Höveker
- 1869 - Vrijmaking der kerk.[j] Amsterdam, H. de Hoogh & Co. Overdr. uit: De heraut, 1869 (12 November - 3 December)
- 1869 - Zestal leerredenen.[k] Amsterdam, B.H. Blankenberg Jr. Bevat: Nabij God te zijn; Bedestond op den Hervormingsdag; Christus, de bron van zedelijke kracht; Schuldbesef; De vloek der verstandsrichting; Maria bij het kruis
- 1869 - De werking van Artikel 23.[l] Amsterdam, Höveker. Overdr. uit: De Vereeniging Christelijke Stemmen, dl. 23 (1868/69), p. 513-541
- 1870 - De Schrift, het Woord Gods.[m] Tiel, Campagne
- 1870 - Conservatisme en orthodoxie. Valsche en ware behoudzucht. Afscheidsrede, uitgesproken... te Utrecht, 31 Juli 1870.[n] Amsterdam, H. de Hoogh & Co.
- 1870 - Kerkeraads-Protocollen der Hollandsche gemeente te Londen, 1569-1571.[o] Utrecht, Kemink
- 1870 - "Geworteld en gegrond". De kerk als organisme en instituut. Intreêrede, uitgesproken in de Nieuwe Kerk te Amsterdam, 10 Augustus 1870.[p] Amsterdam, De Hoogh
- 1870 - Tweede zestal leerredenen.[q] Amsterdam, H. De Hoogh. Bevat: De troost der eeuwige verkiezing; Rust der ziel bij de onrust der tijden; Het kruis van Christus het levensideaal; De Heere onze rotssteen; Godsdienst en zedelijkheid; Het onbewust adventsgebed
- 1871 O, God! wees mij zondaar genadig! Leerrede op den laatsten dag van 1870 gehouden.[r] Amsterdam, De Hoogh
- 1871 - Het modernisme, een fata morgana op christelijk gebied.[s] Amsterdam, De Hoogh
- 1872 - Hoe moet er in de christelijke kerk gedoopt worden? Een woord tot de gemeente van Jezus Christus in dagen van clericalistische willekeur.[t] Middelburg, Wijtman
- 1872 - De Bartholomeusnacht.[u] Amsterdam, De Hoogh
- 1873 - Uit het Woord. Stichtelijke bijbelstudien. Eerste serie, eerste bundel.[v] Amsterdam, De Hoogh
- 1873 - Confidentie. Schrijven aan den weled. Heer J. H. van der Linden.[w] Amsterdam, Höveker
- 1873 - Vrijheid. Rede, ter bevestiging van Dr. Ph.S. van Ronkel, gehouden den 23 Maart 1873, in de Nieuwe kerk te Amsterdam.[x] Amsterdam, De Hoogh
- 1873 - Eenheid. Rede, ter bevestiging van Ds. P. van Son, gehouden 31 Augustus 1873 in de Nieuwe Kerk te Amsterdam.[y] Amsterdam, De Hoogh
- 1873 - Ons huis. Leerrede, gehouden den 18den Augustus 1873, in de Nieuwe Kerk te Amsterdam.[z] Amsterdam, De Hoogh
- 1874 - Het Calvinisme, oorsprong en waarborg van onze constitutionele vrijheden. een Nederlandse gedachte.[aa] Amsterdam, B. van der Land
- 1875 - Grieven tegen de schoolwet, en het geheim verraden.[ab] Amsterdam, J.H. Kruyt
- 1875 - Naar aanleiding van het onderwijs-debat in de Kamer.[ac] Amsterdam, J. H. Kruyt. Reeks: De schoolkwestie; 1
- 1875 - Is het restitutiestelsel onuitvoerbaar?.[ad] Amsterdam, J.H. Kruyt. Reeks: De schoolkwestie; 6
- 1875 - Het redmiddel.[ae] Amsterdam, J.H. Kruyt. Over de schoolstrijd
- 1875 - De scherpe resolutie en het decretum horribile.[af] Amsterdam, J.H. Kruyt
- 1875 - De schoolwet voor de vierschaar van Europa.[ag] Amsterdam, J.H. Kruyt
- 1875 - Is het restitutiestelsel onuitvoerbaar?.[ah] Amsterdam, J.H. Kruyt
- 1875 - Uit het Woord. Stichtelijke bijbelstudien. Eerste serie, tweede bundel.[ai] Amsterdam, J.H. Kruyt
- 1878 - Liberalisten en Joden.[aj] Amsterdam, J.H. Kruyt
- 1879 - "Ons program" (met bijlagen).[ak] Amsterdam, J.H. Kruyt
- 1879 - De Leidsche professoren en de executeurs der Dordtsche nalatenschap. Verweerschrift.[al] Amsterdam, J.H. Kruyt
- 1879 - Revisie der revisie-legende. Met bijlagen.[am] Amsterdam, J.H. Kruyt
- 1875 - Uit het Woord. Stichtelijke bijbelstudien. Eerste serie, derde bundel.[an] Amsterdam, Höveker & Wormser
- 1880 - Antirevolutionair óók in uw Huisgezin.[ao] Amsterdam, J.H. Kruyt
- 1880 - Souvereiniteit in eigen kring: rede ter inwijding van de vrije Universiteit den 20sten October 1880 gehouden in het koor der nieuwe kerk te Amsterdam.[ap] Amsterdam, J.H. Kruyt
- 1880 - 'Strikt genomen'. Het recht tot universiteitsstichting, staatsrechtelijk en historisch getoetst.[aq] Amsterdam, J.H. Kruyt
- 1880 - Bede om een dubbel "corrigendum" aan Dr. A.W. Bronsveld.[ar] Amsterdam, J.H. Kruyt
- 1881 - De hedendaagsche schriftcritiek in haar bedenkelijke strekking voor de gemeente des levenden Gods. Rede bij het overdragen van het rectoraat der Vrije Universiteit, gehouden den 20sten October 1881.[as] Amsterdam, J.H. Kruyt
- 1882 - Welke zijn de vooruitzichten voor de studenten der Vrije Universiteit?.[at] Amsterdam, J.H. Kruyt. Rede ter inleiding van de Leeuwarder meeting, op 5 Juli 1882
- 1883 - De drie Formulieren van eenigheid, met de kerkorde, gelijk die voor de Gereformeerde Kerken dezer landen zijn vastgesteld in haar laatstgehouden Nationale Synode. Voor kerklijk en huislijk gebruik uitgegeven.[au] Amsterdam, J.H. Kruyt
- 1883 - Tractaat van de reformatie der kerken, aan de zonen der reformatie hier te lande op Luther's vierde eeuwfeest aangeboden.[av] Amsterdam : Höveker & Zoon. Volksuitgave
- 1884 - Plancius-rede.[aw] Amsterdam, J.H. Kruyt. Rede, bij gelegenheid van de ontvangst van de Transvaalse Deputatie door het Ned. Werkliedenverbond 'Patrimonium' in het lokaal 'Plancius', op 11 Maart 1884, gedateerd 29 Maart 1884
- 1884 - Uit het Woord. Stichtelijke bijbelstudien. Tweede serie, eerste bundel.[ax] Amsterdam, J.H. Kruyt
- 1884 - De Drie formulieren van Eenigheid, gelijk die voor de Gereformeerde Kerken dezer landen zijn vastgesteld in haar laatstgehouden Nationale Synode.[ay] Amsterdam, J.H. Kruyt
- 1885 - Bedoeld noch gezegd. Schrijven aan Dr. J.H. Gunning Jr..[az] Amsterdam, J.H. Kruyt
- 1885 - IJzer en leem. Rede ter inleiding op het gebed voor de eenige hoogeschool, hier te lande, die op Gods Woord gegrond staat; toen gelegenheid voor dit gebed in de Kloosterkerk te 's-Gravenhage geweigerd was; in de Fransche kerk aldaar den laatste van Zomermaand uitgesproken.[ba] Amsterdam, J.H. Kruyt
- 1886 - Dr. Kuyper voor de Synode. Eene bijdrage tot de kennis van onze synodale organisatie.[bb] Amsterdam, J.H. Wormser
- 1886 - Laatste woord tot de conscientie van de leden der Synode door de vervolgde leden van den Kerkeraad van Amsterdam : te hunnen dienste opgesteld.[bc] Amsterdam, J.H. Wormser
- 1886 - Het conflict gekomen. I: Complot en revolutie.[bd] Amsterdam, J.H. Kruyt
- 1886 - Het conflict gekomen. II: Ons vrij beheer bedreigd en beveiligd.[be] Amsterdam, J.H. Kruyt
- 1886 - Het conflict gekomen. III: De ʺvredelievendenʺ in de besturen.[bf] Amsterdam, J.H. Kruyt
- 1886 - Afwerping van het juk der synodale hierarchie. Ten dienste van den Kerkeraad gesteld.[bg] Amsterdam, J.H. Wormser
- 1886 - Alzoo zal het onder U niet zijn. Op 11 Juli 1886 in "Frascati" uitgesproken.[bh] Amsterdam, J.H. Wormser
- 1886 - Contra-memorie inzake het Amsterdamsch conflict volgens opdracht van de geschorste leden van den kerkeraad in gereedheid gebracht.[bi] Met F.L. Rutgers. Amsterdam, J.H. Kruyt. Hierin ook: Openbaar schrijven van de geschorste kerkraadsleden te Amst. aan de Synode
- 1886 - Uit het Woord. Stichtelijke bijbelstudien. Tweede serie, derde bundel.[bj] Amsterdam, J.H. Kruyt
- 1887 - 'Sion door recht verlost'. Tijdrede.[bk] Amsterdam, J.A. Wormser
- 1887 - De Vleeschwording des Woords.[bl] Amsterdam, J.A. Wormser
- 1887 - Tweeërlei vaderland. Ter inleiding van de zevende jaarvergadering der Vrije Universiteit.[bm] Amsterdam, J.A. Wormser
- 1887 - De twaalf patriarchen. Bijbelsche karakterstudiën.[bn] Amsterdam, J.A. Wormser
- 1887 - "Dagen van goede boodschap". I: In den Kerstnacht.[bo] Amsterdam, J.A. Wormser
- 1888 - "Dagen van goede boodschap". II: De Paaschmorgen (met Goede Vrijdag).[bp] Amsterdam, J.A. Wormser
- 1888 - "Dagen van goede boodschap". III: Op den Pinksterdag (met Hemelvaart). Amsterdam, J.A. Wormser
- 1888 - "Dagen van goede boodschap". IV: Oud en Nieuwjaar.[bq] Amsterdam, J.A. Wormser
- 1888 - Het Calvinisme en de kunst.[br] Amsterdam, J.A. Wormser. Rede bij de overdracht van het rectoraat der Vrije Universiteit op 20 October 1888
- 1888-1889 - Het werk van den Heiligen Geest.[bs][bt][bu] Amsterdam, J.A. Wormser
- 1889 - Eer is teer, tegen Mr. W.H. de Beaufort's Gidsartikel "De Deputatenvergadering".[bv] Amsterdam, J.A. Wormser
- 1889 - Niet de vrijheidsboom maar het kruis.[bw] Amsterdam, J.A. Wormser. Toespraak ter opening van de tiende Deputatenvergadering in het eeuwjaar der Fransche Revolutie
- 1889 - "Onnauwkeurig"? Aan "Het Vaderland" in zake Mr. W.H. de Beaufort's verweerschrift.[bx] Amsterdam, J.A. Wormser
- 1889 - Scolastica, of 't geheim van echte studie.[by] Amsterdam, J.A. Wormser
- 1889 - Gomer voor den Sabbath. Meditatiën over en voor den Sabbath[bz]/ Amsterdam, Höveker & Wormser
- 1890 - Eenige Kameradviezen uit de jaren 1874 en 1875.[ca] Amsterdam, J.A. Wormser
- 1890 - Is er aan de publieke Universiteit ten onzent plaats voor een Faculteit der theologie?.[cb] Amsterdam, J.A. Wormser. Referaat voor de meeting, gehouden ter gelegenheid van de tiende jaarvergadering der Vereeniging voor Hooger Onderwijs op Gereformeerden Grondslag
- 1890 - Tractaat van den sabbath. Historische dogmatische studie.[cc] Amsterdam, J.A. Wormser
- 1891 - Calvinisme en revisie.[cd] Amsterdam, J.A. Wormser
- 1891 - Maranatha.[ce] Amsterdam, J.A. Wormser. Rede ter inleiding van de Deputatenvergadering, gehouden te Utrecht op 12 Mei 1891
- Het Sociale Vraagstuk en de Christelijke religie.[cf] Amsterdam, J.A. Wormser. Rede ter opening van het Sociaal-Congres op 9 november 1891
- 1891 - Voor een distel een mirt. Geestelijke overdenkingen bij den heiligen doop, het doen van belijdenis en het toegaan tot het heilig avondmaal.[cg] Amsterdam, J.A. Wormser
- 1891 - Onze gedragslijn bij de stembus van 1891[ch]
- 1892 - De verflauwing der grenzen.[ci] Amsterdam, J.A. Wormser. Rectoraatsrede Amsterdam V.U.
- 1892-1895 - E voto Dordraceno. Toelichting op den Heidelbergschen Catechismus.[cj] Amsterdam, J.A. Wormser
- 1893 - In de schaduwe des doods. Meditatien voor de krankenkamer en bij het sterfbed.[ck] Amsterdam, J.A. Wormser
- 1894 - Encyclopaedie der heilige Godgeleerdheid.[cl][cm][cn] Amsterdam, J.A. Wormser
- 1895 - Proeve van pensioenregeling voor werklieden en huns gelijken.[co] Amsterdam, J.A. Wormser
- 1895 - De Christus en de sociale nooden en democratische klippen.[cp] Amsterdam, J. A. Wormser
- 1896 - De zegen des Heeren over onze kerken.[cq] Amsterdam, J. A. Wormser. Rede ter inleiding op het gebed voor het samenkomen der Gereformeerde Kerken in Generale Synode, gehouden in de Noorderkerk te Middelburg, op 10 Augustus 1896
- 1898 - Briefwisseling tusschen Dr. A. Kuyper en Charles Boissevain.[cr] Haarlem : Tjeenk Willink
- 1899 - 'Het Calvinisme. Zes Stone-lezingen, in October 1898 te Princeton.[cs] Oorspr. verschenen o.d.t.: Calvinism. Amsterdam, Höveker & Wormser, 1899
- 1899 - Evolutie.[ct] Amsterdam, Höveker & Wormser
- 1899 - Varia Americana
- 1900 - De crisis in Zuid-Afrika.[cu] Amsterdam, Höveker & Wormser. Uit de "Revue des deux Mondes", vert. uit het Fransch door C.K. Elout
- 1900 - Zijn uitgang te Jerusalem. Meditatiën over het lijden en sterven Onzes Heeren.[cv] Amsterdam, Höveker & Wormser
- 1900 - Om het zoeken of om het vinden? of, het doel van echte studie.[cw] Amsterdam, Höveker & Wormser
- 1900 - Als gij in uw huis zit. Meditatiën voor het huislijk saamleven.[cx] Amsterdam, Höveker & Wormser
- 1901 - Volharden bij het ideaal. Openingswoord ter deputatenvergadering van 17 April 1901.[cy] Amsterdam, Höveker & Wormser
- 1901 - Drie kleine vossen.[cz] Kampen, Kok
- 1902 - De engelen Gods.[da] Amsterdam, Höveker & Wormser
- 1902-1904 - De gemene gratie.[db] Leiden, D. Donner. Het gescheidkundig gedeelte. Leidenm, 1902. Het practische gedeelte. Amsterdam, 1904
- 1903 - De ware schuldigen. Debat tusschen P.J. Troelstra en Abr. Kuyper over de oorzaken en gevolgen der Aprilstaking, gehouden in de Tweede Kamer op 30 Juni en 1 Juli 1903. Met een inl. en naschrift van P.J. Troelstra.[dc] Amsterdam, Brochurenhandel S.D.A.P.
- 1903 - "Vier uwe vierdagen". Meditatiën.[dd] Amsterdam, Höveker & Wormser
- 1905 - Rede van A. Kuyper. gehouden in de zitting van de Eerste Kamer der Staten-Generaal, op Woensdag 1 Februari 1905. Repliek gehouden in de zitting van de Eerste Kamer der Staten-Generaal, op Donderdag 2 Februari 1905.[de] Wageningen, Nederbragt
- 1906 - Tekstregister op de werken van A. Kuyper.[df] Amersfoort, Van der Want. Samengest. door A. Rolloos en H. Hasper Jr. en bijgewerkt tot April 1906
- 1906 - Verplichte verzekering.[dg] Maassluis, Bruinink & Co.
- 1906 - Bilderdijk in zijn nationale betekenis.[dh] Amsterdam, Höveker & Wormser. Rede gehouden te Amsterdam op 1 Oct. 1906
- 1906 - De band des Verbonds.[di] Amsterdam, Kirchner
- 1907 - Van de Kennisse Gods.[dj] Amsterdam, Kirchner
- 1907-1908 - * 1906 - Tekstregister op de werken van A. Kuyper.[dk] Amersfoort, Van der Want. Samengest. door A. Rolloos en H. Hasper Jr. en bijgewerkt tot April 1906
- 1906 - Verplichte verzekering.[dl] Maassluis, Bruinink & Co.
- 1906 - Bilderdijk in zijn nationale betekenis.[dm] Amsterdam, Höveker & Wormser. Rede gehouden te Amsterdam op 1 Oct. 1906
- 1906 - De band des Verbonds.[dn] Amsterdam, Kirchner
- 1907 - Van de Kennisse Gods.[do] Amsterdam, Kirchner
- 1907-1908 - Om de oude wereldzee.[dp] Amsterdam, Van Holkema & Warendorf. I: Het Aziatisch gevaar, Rumenië, Rusland, de zigeuners, het Joodsche probleem, Constantinopel, Klein Azië, Syrië, Het Heilige Land. VIII, 548 p. II: Het raadsel van den Islam, het land der Pharao's, Soedan, de Hellenen, Sicilië, het protectoraat van Tunis, de Algerijnsche kolonie, Marokko, Spanje, Portugal. VII, 516 p.
- 1908 - Sociale organisatie onder eigen banier.[dq] Den Haag, J. Bootsma
- 1908 - Zelfstandig gemeentewezen. Inleidend woord bij de stichting van den Bond van Antirevolutionaire gemeenteraadsleden[dr]
- 1908 - De Vastigheid des Verbonds.[ds] Amsterdam, Kirchner
- 1908-1912 - Parlementaire redevoeringen.[dt][du][dv][dw] Amsterdam, Van Holkema & Warendorf
- 1909 - Dr. Kuyper in de caricatuur.[dx] Met eene brief aan de uitgevers van Dr. A. Kuyper. Amsterdam, Van Holkema & Warendorf
- 1911 - Onze eeredienst.[dy] Kampen, Kok
- 1911-1912 - Pro rege of Het koningschap van Christus.[dz] Kampen, Kok. I: Het koningschap van Christus in zijn hoogheid. 1911; II,III: Het koningschap van Christus in zijn werking. 1911,1912
- 1912 - Uit het diensthuis uitgeleid.[ea] Kampen, Kok. Rede te Leeuwarden, te Groningen en te Rotterdam gehouden
- 1912 - Afgeperst. Naar aanleiding van het Kamerdebat op 6 december 1911.[eb] Kampen, Kok
- 1912 - In Jezus ontslapen. Meditatiën.[ec] Kampen, Kok
- Antirevolutionaire Staatkunde (twee delen, 1916-1917)
- Geen vergeefs woord - Verzamelde Deputaten-Redevoeringen
- Vrouwen uit de Heilige Schrift
- Nabij God te zijn - Meditatien van Dr. A. Kuyper (twee delen)

##### Artikelen
- D. Baarssen 'Aan Comrie komt de eere toe. De receptie van Alexander Comries rechtvaardigingsleer door Abraham Kuyper' in Documentatieblad Nadere Reformatie, 41 (2017), no. 1, p. 3-27.

### Biografieën
In 1938 verscheen de eerste wetenschappelijke biografie over Kuyper, Abraham Kuyper (Kampen 1938) van dr. P. Kasteel. Zijn studie belicht Kuyper als politicus. De biografie werd destijds met instemming begroet. Een biografie door George Puchinger bleef onvoltooid.
In 2006 verscheen een nieuwe biografie, Abraham Kuyper. Een biografie (Amsterdam 2006) door Jeroen Koch, die zich voornamelijk richt op Kuypers politieke activiteiten. Over deze biografie ontstond een groot verschil van mening. Sommigen vinden dat Koch een eerlijk en wetenschappelijk betrouwbaar beeld van Kuyper geeft. Maar de historicus-professor Arie van Deursen, bekend onder meer door een uitvoerige studie over de VU, kraakte het boek. Hij typeerde Kochs biografie als 'misselijk' en 'godslasterlijk' in artikelen in het Reformatorisch Dagblad en het Nederlands Dagblad.
Van Deursen meende dat Koch Kuyper bevooroordeeld heeft beschreven; zijn kritiek richtte zich hoofdzakelijk op zijn taalgebruik (Koch beschrijft de geloofswereld van Kuyper in de seculiere termen van de 21ste eeuw en niet in de woorden die binnen het christendom daarvoor gebruikelijk zijn) en op Kochs gebrek aan kennis van de theologie en het gereformeerde leven.
De kritiek van Van Deursen werd overgenomen door dr. Jasper Vree, kerkhistoricus aan de VU, en door dr. Maarten Aalders, eveneens kerkhistoricus aan de VU. Vree heeft evenals Van Deursen erop gewezen dat volgens Koch de visie van Kuyper op geloof en wetenschap niet deugt. Hoe Kuyper aan die visie kwam en waarom die visie niet zou deugen, maakt Koch verder niet duidelijk. Aalders wijst op de onvoldragen toon van de biografie.
Maar in NRC Handelsblad, De Volkskrant en Trouw verschenen juist lovende recensies van het boek van Koch. In het Nederlands Dagblad van 19 mei 2006 heeft Koch zich verdedigd tegen Van Deursen. Hij kon niet "van binnenuit" over Kuyper schrijven. Letterlijk zegt hij: Tegenover alle ernst en theater van Kuyper heb ik mijn eigen geluid geplaatst, de toon is inderdaad tamelijk luchtig. Mijn biografie is uitdrukkelijk bedoeld voor een algemeen publiek - niet per se voor gereformeerden. Ik beoog de hedendaagse, al dan niet gelovige lezer een begrijpelijk beeld van Kuyper en zijn streven bieden.
De begeleidingscommissie wees de kritiek van Van Deursen van de hand. Ook historici als Henk te Velde, Herman Langeveld, Gerrit Jan Schutte en George Harinck delen de kritiek van Van Deursen niet. Schutte en Harinck tillen niet te zwaar aan de toonzetting van de biografie.
In 2013 verscheen een Engelstalige biografie, geschreven door de Amerikaanse historicus James D. Bratt, Abraham Kuyper. Modern Calvinist, Christian Democrat (Grand Rapids, 2013).
- Bibsys: 98045767
- Bibliothèque nationale de France: cb13559700k (data)
- Biografisch Portaal: 09132265
- Catàleg d'autoritats de noms i títols de Catalunya: 981058514310806706
- CiNii: DA03187145
- Digitale Bibliotheek voor de Nederlandse Letteren: kuyp002
- Gemeinsame Normdatei: 118568353
- International Standard Name Identifier: 0000 0000 8106 206X
- Library of Congress Control Number: n84188921
- Bibliotheek van het Japanse parlement: 00446558
- Nationale Bibliotheek van Tsjechië: skuk0000738
- Nationale bibliotheek van Australië: 53004902
- Nationale Bibliotheek van Israël: 987007296794205171
- Nationale Bibliotheek van Polen: a0000003006860
- Nederlandse Thesaurus van Auteursnamen: 068795580
- Parlement.com: vg09ll2lb8zw
- Réseau des bibliothèques de Suisse occidentale: 02-A012379276
- SNAC: w6p87w23
- Système universitaire de documentation: 052486680
- Trove: 1533236
- Virtual International Authority File: 27232171
- WorldCat: E39PBJbRj4qyrjDDRVcKk7WVYP

Schimmelpenninck ·
De Kempenaer ·
Thorbecke ·
Van Hall ·
Van der Brugghen ·
Rochussen ·
Van Zuylen van Nijevelt ·
Van Heemstra ·
Fransen van de Putte ·
Van Zuylen van Nijevelt ·
Van Bosse ·
De Vries ·
J. Heemskerk ·
Kappeyne van de Coppello ·
Van Lynden van Sandenburg ·
Mackay ·
Van Tienhoven ·
Roëll ·
Pierson ·
Kuyper ·
De Meester ·
T. Heemskerk ·
Cort van der Linden ·
Ruijs de Beerenbrouck ·
Colijn ·
De Geer ·
Gerbrandy ·
Schermerhorn ·
Beel ·
Drees ·
De Quay ·
Marijnen ·
Cals ·
Zijlstra ·
De Jong ·
Biesheuvel ·
Den Uyl ·
Van Agt ·
Lubbers ·
Kok ·
Balkenende ·
Rutte ·
Schoof